# Karl von Gregory
Karl Friedrich Alexander Freiherr von Gregory, auch Karl-Alexander Freiherr von Gregory (* 30. Dezember 1899 in Hameln; † 17. August 1955 in Wladimir) war ein deutscher Journalist und Diplomat.

## Leben und Tätigkeit

### Frühes Leben
Gregory war Sohn des Majors Friedrich Freiherr von Gregory und dessen Ehefrau Mathilde, geb. von Hopffgarten. Er besuchte die Vorschule in Mainz und Thorn und anschließend Gymnasien in Thorn, Glatz und die (gymnasiale) Klosterschule Roßleben in Thüringen. Im Juni 1917 trat Gregory als Fahnenjunker in das Infanterie-Regiment 94 in Weimar ein und nahm nach militärischer Ausbildung von 1917 bis 1918 am Ersten Weltkrieg teil. Im November 1919 wurde er aus dem Heeresdienst entlassen.
Nachdem er sich einige Monate lang Sprachstudien gewidmet hatte, trat er im Mai 1920 in eine Hamburger Ex- und Import-Firma ein, um sich praktische Kenntnisse anzueignen. Vom Wintersemester 1920/1921 bis zum Sommersemester 1922 und erneut im Wintersemester 1923/1924 studierte er an der Universität Hamburg Staatswissenschaften. Im Oktober 1921 legte er nach selbständiger Vorbereitung nachträglich die Reifeprüfung ab. Während des Wintersemesters 1922/1923 und Sommersemesters 1923 sowie in der Zeit vom Sommersemester 1924 bis zum September 1925 war er vorwiegend praktisch in Hamburg tätig. Ab dem Wintersemester 1925/1926 studierte er an der Universität Breslau. Dort promovierte er mit einer Arbeit über den Salpeterhandel zum Dr. rer. pol. Das staatswissenschaftliche Doktorexamen bestand er am 1. Juni 1927.

### Laufbahn im NS-Staat
Zum 1. Dezember 1931 trat Gregory in die NSDAP ein (Mitgliedsnummer 732.107). 1933 wurde er Hauptschriftleiter (Chefredakteur) der Schlesischen Tageszeitung in Breslau. 1935 wurde Gregory in den Verwaltungsausschuss des Reichsleiters für die Presse der NSDAP berufen. Außerdem wurde er Mitglied der Filmprüfstelle in Berlin. 1936 wurde er auch Mitglied der Schutzstaffel (SS-Nr. 278-170). Ab 1939 betätigte er sich zudem im Sicherheitsdienst des Reichsführers SS. In der SS brachte er es schließlich zum SS-Standartenführer.
Später trat Gregory in den diplomatischen Dienst ein. Von 1938 bis 1939 war er Presseattaché der deutschen Gesandtschaft in Prag unter dem Gesandten Ernst Eisenlohr. Von April 1939 bis 1942 amtierte Gregory als Leiter der Abteilung IV des Amtes des Reichsprotektors für das Protektorat Böhmen und Mähren in Prag, d. h. der Dienststelle des Chefs der deutschen Besatzungsverwaltung in Tschechien. Bärbel Schrader zufolge hatte der Reichsprotektor Konstantin von Neurath Gregory auf Vorschlag des Reichspropagandaministers Joseph Goebbels zum Leiter der Gruppe für Kulturelle Angelegenheiten und zugleich zu seinem Pressechef berufen. Außerdem ernannte Goebbels Gregory im August 1939 zum Sonderbeauftragten der Reichspropagandaleitung für das Protektorat („Sonderbeauftragter der Reichspropagandaleitung in Prag“). Formal wurde Gregory durch einen Erlass des Reichspropagandaministeriums vom 17. August 1939 durch Goebbels (der diesen Erlass in seiner Funktion als Reichspropagandaleiter der NSDAP und nicht als Minister herausgab) „als Sonderbeauftragter der Reichspropagandaleitung zum Leiter der Gruppe Kulturpolitische Angelegenheiten beim Reichsprotektor“ (Schrader) bestimmt. Offiziell firmierte Gregorys Abteilung im Amts des Reichsprotektors schließlich als Abteilung für Kulturpolitik, Presse und Propaganda. In der Praxis war er jedoch vor allem für Presse- und Propagandaangelegenheiten zuständig.
In seinem Tagebuch notierte Goebbels im April 1939 anlässlich der Bestallung von Gregory auf den Posten des Leiters der Kulturabteilung beim Reichsprotektor, dass Gregory „nun beim Reichsprotektor in Prag als mein Stellvertreter ein kleines Propagandaministerium einrichten“ solle, wobei er Gregory als „ein[en] brauchbarer Mann“ lobte, der „einen sehr klaren Aufbauplan“ habe. Die von Gregory geführte Propagandastelle für die Tschechei sah Goebbels als eine Gelegenheit für die deutsche Propagandaorganisation, um sich „in der Verwaltung von Protektoraten [zu] üben“.
Tim Fauth bezeichnet Gregory in Übereinstimmung hiermit in seiner Studie über die deutsche Kulturpolitik im Protektorat als den „Goebbels von Prag“, also als den Hauptorganisator der propagandistischen Aktivitäten der Besatzungsstellen in der Tschechei. Tatsächlich mussten sämtliche Propagandamaßnahmen in dem Gebiet gemäß Anweisung aus Berlin im Voraus mit Gregory abgesprochen werden und mussten die Dienststellen des Reichsprotektors ihn stets konsultieren. 1942 wurde Gregory durch Martin Paul Wolf ersetzt.
Gregory nahm im Oktober 1941 an einer Besprechung unter Vorsitz von Reinhard Heydrich teil, bei der die Deportation von Juden nach Minsk, Riga und Theresienstadt geplant wurde. Dabei wurde auch die „Evakuierung“ von „Zigeunern“ besprochen. Später erhielt Gregory die Stellung eines Generalkonsuls an der Deutschen Gesandtschaft in Bukarest. Im Staatsdienst erreichte er den Rang eines Ministerialrats und als Reserveoffizier den eines Hauptmanns der Reserve. Zum Ende des Zweiten Weltkriegs geriet Gregory in sowjetische Gefangenschaft. In dieser verblieb er bis zu seinem Tod im Zentralgefängnis Wladimir 1955.

## Ehe und Familie
Gregory heiratete am 14. März 1942 in Prag Hildegard Uhlmann (* 2. Januar 1912 in Landsberg an der Warthe).

## Schriften
- Grundlagen und Entwicklung des Welthandels mit Chilesalpeter unt. bes. Berücksicht. d. deutsch. Interessen, 1927. (Dissertation)